# 勝田紫津子
勝田 紫津子（しょうだ しづこ、1944年7月3日 - ）は、日本の女性児童文学作家、英語インストラクター。

## 人物・経歴
勝田正之・寿々子夫妻の長女として、東京都に生まれた。上智大学文学部史学科卒業。児童英語教育のインストラクターをしながら児童文学を創作し、『犬は犬なんだ』が毎日中学生新聞に佳作入選。その後教育誌等に作品を連載するようになる。児童よみもの研究会・絵本研究会に所属しており、日本国内及び日本国外の児童書の研究評価活動を続けている。「しいほるん」同人。日本児童文芸家協会に所属している。

## 家族・親族
父・正之は元・日本電子計算社長、母・寿々子は岩崎康弥の四女。政治家の勝田主計は父方の大伯父、三菱財閥の創業者・岩崎弥太郎と医師の松山棟庵は母方の曾祖父。地質学者・古生物学者の岩崎泰頴は母方の従兄、元・三菱銀行取締役の岩崎寛弥は母方の又従兄。

## 主な作品
- 『犬は犬なんだ』[3]
- 『日あたりっぱ大ゆれ』[3]
- 『いのちを考える本　どうぶつといっしょ! ①生まれる』 学研教育出版、2006年2月18日、978-4-05-202495-5、井上こみち・松原由美子との共著[8]
- 『いのちを考える本　どうぶつといっしょ! ②出会う』 学研教育出版、2006年2月18日、978-4-05-202496-2、井上こみち・金治直美との共著[9]
- 『いのちを考える本　どうぶつといっしょ! ⑦ささえる』 学研教育出版、2006年2月18日、978-4-05-202501-3、井上こみち・金治直美との共著[10]
- 『いのちを考える本　どうぶつといっしょ! ⑧ふれあう』 学研教育出版、2006年2月18日、978-4-05-202502-0、井上こみち・左近蘭子との共著[11]